# Liste von Windkraftanlagen in Niederösterreich
Die Liste von Windkraftanlagen in Niederösterreich bietet einen Überblick über die installierten Windkraftwerke in dem Bundesland Niederösterreich.
Ende 2024 waren in Niederösterreich 823 Windkraftwerke mit einer installierten Gesamtleistung von 2199,59 MW in Betrieb. Da es in ganz Österreich 1451 Anlagen mit einer gesamten Leistung von 4028 MW gab, befand sich mehr als die Hälfte aller Anlagen (56,7 %) und mehr als die Hälfte der Leistung (54,6 %) Österreichs in Niederösterreich.

## Vergangene Leistungswerte
Niederösterreich war schon 2013 das Bundesland mit den meisten Anlagen in Österreich. Es gab um die 130 Windparks und einzelstehende Windräder, mit zusammen insgesamt über 400 Anlagen. Sie hatten eine Gesamt-Nennleistung von um die 700 MW, was dem nie ans Netz gegangenen Kernkraftwerk Zwentendorf oder etwa 2–3 Donaukraftwerken entspricht.
Ende 2020 waren in Niederösterreich 735 Windkraftwerke mit einer Gesamtleistung von 1.699,5 MW in Betrieb. Die Zahl der Windkraftanlagen in Österreich betrug insgesamt 1307 Anlagen mit einer installierten Gesamtleistung von 3300,1 MW.
 Somit befanden sich auch 2020 mehr als die Hälfte aller österreichischen Windkraftwerke – was die Anzahl als auch die Gesamtleistung anbelangt – in Niederösterreich.
Ende 2022 waren in Niederösterreich 762 Windkraftwerke mit einer Gesamtleistung von 1861 MW in Betrieb, während es in ganz Österreich 1371 Anlagen mit einer gesamten Leistung von 3573 MW gab.
Ende 2023 waren in Niederösterreich 797 Windkraftwerke mit einer installierten Gesamtleistung von 2081,74 MW in Betrieb. Da es in ganz Österreich 1426 Anlagen mit einer gesamten Leistung von 3885 MW gab, befand sich mehr als die Hälfte aller Anlagen (55,9 %) und mehr als die Hälfte der Leistung (53.6 %) Österreichs in Niederösterreich.

## Übersicht
BJ = Baujahr; Anz. = Anzahl, Bez. = Bezirk
| Name                                                          | BJ                            | Gesamt- leistung (MW) | Anz. | Typ (WKA) | Ort                                                          | Bez.   | Koordinaten                                              | Projektierer / Betreiber                                   | Bemerkungen |
| ------------------------------------------------------------- | ----------------------------- | --------------------- | ---- | --- | ------------------------------------------------------------ | ------ | -------------------------------------------------------- | ---------------------------------------------------------- | --- |
| Windkraftanlage Aspersdorf                                    | 2005                          | 2,0                   | 1    | Vestas V90-2MW (1×) | Aspersdorf                                                   | HL     | 48° 35′ 53″ N, 16° 7′ 16″ O                              | WEB Windenergie AG                                         | |
| Windkraftanlage Böheimkirchen                                 | 1996                          | 0,11                  | 1    | Seewind 20/110 (1×) | Böheimkirchen                                                | PL     | 48° 11′ 23″ N, 15° 46′ 7″ O                              | Otto Sonnleitner                                           | |
| Windkraftanlage Eckartsau                                     | 1996                          | 0,25                  | 1    | Nordex N29 (1×) | Eckartsau                                                    | GF     | 48° 8′ 55″ N, 16° 48′ 42″ O                              | Energieanlagen Eckartsau                                   | |
| Windkraftanlage Ertl                                          | 2000                          | 0,5                   | 1    | Enercon E-40/5.40 (1×) | Ertl                                                         | AM     | 47° 58′ 2″ N, 14° 39′ 36″ O                              | Franz Prenn                                                | |
| Windkraftanlagen Eschenau                                     | 2000                          | 1,0                   | 2    | Enercon E-40/5.40 (2×) | Eschenau                                                     | LF     | 48° 3′ 0″ N, 15° 35′ 25″ O                               | Windkraftanlagen Eschenau GmbH (Windlicht GmbH)            | |
| Windkraftanlage Gföhl                                         | 1996                          | 0,5                   | 1    | Enercon E-40/5.40 (1×) | Reittern                                                     | KR     | 48° 31′ 9″ N, 15° 26′ 58″ O                              |                                                            | |
| Windkraftanlage Glinzendorf                                   | 1996                          | 0,5                   | 1    | Lagerwey LW52/750 (1×) | Glinzendorf                                                  | GF     | 48° 13′ 50″ N, 16° 38′ 9″ O                              | Windstrom Friedrich                                        | 2011 abgebaut |
| Windkraftanlage Hollabrunn                                    | 2003                          | 1,8                   | 1    | Enercon E-66/18.70 (1×) | Dietersdorf                                                  | HL     | 48° 31′ 45″ N, 16° 4′ 46″ O                              | Hollawind                                                  | |
| Windkraftanlage Kilb                                          | 2004                          | 0,6                   | 1    | Bonus B600/41 (1×) | Unterneuberg                                                 | ME     | 48° 6′ 53″ N, 15° 23′ 48″ O                              | Fohrafelder Windrad, Ecowind                               | |
| Windkraftanlage Kleinhöflein                                  | 1996                          | 0,25                  | 1    | Nordex N29 (1×) | Kleinhöflein                                                 | HL     | 48° 45′ 6″ N, 16° 0′ 33″ O                               |                                                            | Sprengung der Anlage im Jahr 2019 |
| Windkraftanlage Lichtenegg                                    | 1999                          | 1,8                   | 1    | Enercon E-66/18.70 (1×) | Pesendorf                                                    | WB     | 47° 36′ 31″ N, 16° 12′ 13″ O                             | Ökoenergie                                                 | Windkraftanlage mit Aussichtsplattform |
| Windkraftanlage Maria Jeutendorf                              | 1996                          | 0,11                  | 1    | Seewind 20-110 (1×) | Maria Jeutendorf                                             | PL     | 48° 14′ 57″ N, 15° 44′ 20″ O                             | Franz Ratzinger                                            | |
| Windkraftanlage Markgrafneusiedl-West                         | 2000                          | 0,75                  | 1    | NEG Micon NM48/750 (1×) | Markgrafneusiedl                                             | GF     | 48° 16′ 45″ N, 16° 36′ 33″ O                             | EVN Naturkraft                                             | |
| Windkraftanlage Matzen                                        | 2000                          | 0,75                  | 1    | NEG Micon NM48/750 (1×) | Matzen                                                       | GF     | 48° 23′ 55″ N, 16° 42′ 53″ O                             | WEB                                                        | |
| Windkraftanlage Matzneusiedl                                  | 1996                          | 0,5                   | 1    | Enercon E-40/5.40 (1×) | Matzneusiedl                                                 | GF     | 48° 10′ 39″ N, 16° 39′ 7″ O                              | Windstrom Friedrich                                        | |
| Windkraftanlage Michelbach                                    | 1995                          | 0,225                 | 1    | Vestas V29-225kW (1×) | Michelbach                                                   | PL     | 48° 5′ 7″ N, 15° 45′ 26″ O                               | WEB                                                        | |
| Windkraftanlage Ottenschlag                                   | 1996                          | 0,5                   | 1    | Enercon E-40/5.40 (1×) | Ottenschlag                                                  | ZT     | 48° 24′ 36″ N, 15° 14′ 5″ O                              | EWS Consulting                                             | |
| Windkraftanlage Pömmern                                       | 1996                          | 0,23                  | 1    | Enercon E-30/2.30 (1×) | Pömmern                                                      | PL     | 48° 6′ 46″ N, 15° 35′ 0″ O                               | Franz Bollwein                                             | |
| Windkraftanlage Purgstall-Hochrieß                            | 1996                          | 0,25                  | 1    | Lagerwey LW 30/250 (1×) | Hochrieß                                                     | SB     | 48° 5′ 40″ N, 15° 9′ 4″ O                                | Windkraft Purgstall-Hochrieß                               | Zweiflügler, 2020 nach Havarie abgebaut |
| Windkraftanlagen Schauerberg                                  | 2006                          | 4,0                   | 2    | Enercon E-70 (2×) | Statzendorf                                                  | PL     | 48° 18′ 16″ N, 15° 39′ 24″ O                             | EVN-Naturkraft                                             | |
| Windkraftanlagen Simonsfeld                                   | 1998                          | 1,2                   | 2    | Vestas V44-600kW (2×) | Simonsfeld                                                   | KO     | 48° 29′ 55″ N, 16° 20′ 49″ O                             | Windkraft Simonsfeld                                       | |
| Windkraftanlage St. Pölten-Nord                               | 1996                          | 0,25                  | 1    | Lagerwey LW 30/250 (1×) | St. Pölten                                                   | P      | 48° 13′ 20″ N, 15° 37′ 23″ O                             | Wirtschaftshof St. Pölten                                  | Abgebaut |
| Windkraftanlage St. Pölten-West                               | 1994                          | 0,11                  | 1    | Seewind 20/110 (1×) | St. Pölten                                                   | P      | 48° 12′ 3″ N, 15° 35′ 56″ O                              | Straßenmeisterei                                           | |
| Windkraftanlage Vitis                                         | 1996                          | 0,11                  | 1    | Seewind 20/110 (1×) | Vitis                                                        | WT     | 48° 45′ 25″ N, 15° 11′ 47″ O                             | Solartechnik Kuhn                                          | |
| Windkraftanlagen Vösendorf                                    | 1996                          | 1,2                   | 2    | Vestas V44-600kW (2×) | Vösendorf                                                    | MD     | 48° 6′ 39″ N, 16° 19′ 29″ O                              | WEB, Hartlauer                                             | |
| Windkraftanlage Wagram                                        | 1996                          | 0,15                  | 1    | Nordex N27 (1×) | Wagram a. d. Donau                                           | GF     | 48° 9′ 35″ N, 16° 44′ 7″ O                               |                                                            | |
| Windkraftanlage Wilhelmsburg                                  | 1996                          | 0,25                  | 1    | Lagerwey LW 30/250 (1×) | Wilhelmsburg                                                 | PL     | 48° 4′ 54″ N, 15° 35′ 8″ O                               | Wolfgang Waltner                                           | Bereits abgebaut |
| Windkraftanlagen Wolkersdorf                                  | 1996 2001                     | 1,1                   | 2    | Enercon E-40/5.40 (1×) Enercon E-40/6.44 (1×) | Wolkersdorf                                                  | GF     | 48° 22′ 26″ N, 16° 30′ 20″ O                             | Ökoenergie                                                 | |
| Windkraftanlage Zistersdorf                                   | 1995                          | 0,03                  | 1    | Fuhrländer FL 30 (1×) | Zistersdorf                                                  | GF     | 48° 31′ 54″ N, 16° 46′ 23″ O                             | Straßenmeisterei                                           | |
| Windpark Andlersdorf/Orth                                     | 2016–2017                     | 39                    | 13   | Enercon E101 (13×) | Andlersdorf Orth an der Donau                                | GF     | 48° 10′ 32″ N, 16° 41′ 31″ O                             | ImWind und Wien Energie                                    | Windpark Fertigstellung 2017 |
| Windpark Auersthal                                            | 2006 2015                     | 24,0                  | 12   | Vestas V90-2MW (10×) Vestas V100-2MW (2×) | Auersthal                                                    | GF     | 48° 20′ 55″ N, 16° 38′ 57″ O                             | WEB Windenergie AG                                         | |
| Windpark Berg                                                 | 2005 2010 2021                | 19,8                  | 9    | Vestas V110-2.2MW (9×) | Berg                                                         | BL     | 48° 5′ 32″ N, 17° 1′ 34″ O                               | Energiewerkstatt Munderfing, PROFES, Raiffeisen Leasing    | 2021 Repowering (9× Vestas V110-2.2MW statt 9× Vestas V80-2MW und 1× Vestas V90-2MW) |
| Windpark Breitensee-Groißenbrunn                              | 1996 1997 2003                | 1,95                  | 4    | Nordex N29 (1×) Enercon E-40/5.40 (1×) Enercon E-40/6.44 (2×)                                                                                                   | Breitensee, Groißenbrunn                                     | GF     | 48° 14′ 4″ N, 16° 53′ 57″ O                              | Ökoenergie, Aufwind                                        | eine Nordex N29 2015 abgebaut |
| Windpark Bruck an der Leitha                                  | 2000 2014–2015                | 36,45                 | 14   | Enercon E-66/18.70 (5×) Enercon E-101 (9×) | Wilfleinsdorf                                                | BL     | 48° 2′ 1″ N, 16° 43′ 34″ O                               | Verbund, ImWind                                            | Windkraftanlage mit Aussichtsplattform |
| Windpark Deutsch-Wagram                                       | 2013                          | 15,0                  | 5    | Vestas V112-3.0MW (5×) | Deutsch-Wagram                                               | GF     | 48° 19′ 24″ N, 16° 32′ 47″ O                             | WEB Windenergie AG, EVN-Naturkraft                         | |
| Windpark Dürnkrut-Velm-Götzendorf                             | 2004 2012 2018 2022 2023      | 94,55                 | 28   | Vestas V90-2MW (5×) REpower MM92 (5×) Senvion 3.2M122 (4×) Vestas V126-3.45MW (8×) Vestas V150-5.6MW (1×) Vestas V162-5.6MW (2×) Nordex N163/5700 (3×)          | Dürnkrut, Velm-Götzendorf                                    | GF     | 48° 29′ 46″ N, 16° 48′ 9″ O                              | Windkraft Simonsfeld, Raiffeisen, WP Velm, WEB Windenergie | 2018 Repowering (4× Vestas V126-3.45MW statt 10× DeWind D6/62) |
| Windpark Ebenfurth                                            | 2003                          | 3,9                   | 3    | Nordex N62 (3×) | Ebenfurth                                                    | WB     | 47° 53′ 44″ N, 16° 22′ 10″ O                             | Airkraft                                                   | |
| Windpark Eibesbrunn-Pillichsdorf                              | 2004 2005–2006 2015           | 44,45                 | 21   | Enercon E-66/70 (5×) Enercon E-70 (12×) Enercon E-82 E2 (1×) Enercon E-101 (3×)                                                                                 | Eibesbrunn, Pillichsdorf                                     | MI     | 48° 21′ 3″ N, 16° 30′ 18″ O                              | Ökoenergie                                                 | |
| Windpark Engelhartstetten                                     | 2024-2025                     | 39,6                  | 11   | Vestas V136-3.6MW (11×) | Engelhartstetten                                             | GF     | 48° 11′ 45″ N, 16° 52′ 35″ O                             | Windpark Engelhartstetten GmbH                             | in Bau |
| Windpark Gänserndorf Nord                                     | 2006                          | 10,0                  | 5    | Enercon E-70 (5×) | Gänserndorf                                                  | GF     | 48° 21′ 36″ N, 16° 44′ 8″ O                              | EVN-Naturkraft                                             | |
| Windpark Gänserndorf West                                     | 2000                          | 6,5                   | 5    | Bonus B1300/62 (5×) | Gänserndorf                                                  | GF     | 48° 20′ 28″ N, 16° 41′ 48″ O                             | EVN-Naturkraft                                             | |
| Windpark Glinzendorf-Markgrafneusiedl                         | 2011 2011–2012 2016 2019      | 62,25                 | 27   | Vestas V90-2MW (9×) REpower MM92 (10×) Senvion MM100 (1×) Vestas V100-2MW (1×) Vestas V110-2.2MW (1×) Vestas V126-3.45MW (3×) Vestas V136-3.6MW (2×)            | Glinzendorf, Markgrafneusiedl Obersiebenbrunn                | GF     | 48° 15′ 38″ N, 16° 39′ 54″ O                             | EVN Naturkraft, Wien Energie                               | Von einem V90 fiel bei Glinzendorf am 8.8.2021 ein Blatt ab, Nabe und Blätter werden bis Ende Oktober ersetzt. |
| Windpark Grafenschlag                                         | 1997 2021                     | 15,6                  | 6    | Vestas V44-600kW (2×) Vestas V136-3.6MW (4×) | Grafenschlag                                                 | ZT     | 48° 30′ 25″ N, 15° 10′ 13″ O                             | WEB                                                        | Erweiterung Windpark Grafenschlag im Dezember 2021 eröffnet |
| Windpark Großengersdorf                                       | 2010 2017                     | 24,3                  | 9    | Enercon E-82 E2 (5×) Senvion 3.2M114 (4×) | Großengersdorf                                               | MI     | 48° 20′ 6″ N, 16° 33′ 10″ O                              | Ökoenergie                                                 | |
| Windpark Großhofen                                            | 2013                          | 13,8                  | 6    | Enercon E-82 E2 (6×) | Großhofen                                                    | GF     | 48° 14′ 48″ N, 16° 36′ 46″ O                             | ImWind & Partner                                           | |
| Windpark Haadfeld                                             | 2014–2015                     | 36,6                  | 12   | Enercon E-101 (12×) | Pachfurth                                                    | BL     | 48° 2′ 58″ N, 16° 48′ 19″ O                              | Energiepark                                                | |
| Windpark Hauskirchen-Altlichtenwarth-Großkrut-Neusiedl (HAGN) | 2010 2023                     | 70,8                  | 24   | Enercon E-82 E2 (20×) Vestas V162-6.2MW (4×) | Hauskirchen, Altlichtenwarth, Großkrut, Neusiedl an der Zaya | GF     | 48° 38′ 21″ N, 16° 46′ 8″ O                              | Windpark HAGN, ImWind                                      | |
| Windpark Hagenbrunn                                           | 2010                          | 2,52                  | 4    | Vestas V44-600kW (2×) Vestas V47-660kW (2×) | Hagenbrunn                                                   | KO     | 48° 20′ 23″ N, 16° 26′ 47″ O                             | WEB                                                        | |
| Windpark Haindorf-Inning                                      | 2000 2004                     | 16,2                  | 9    | Enercon E-66/18.70 (9×) Enercon E-82 E2 (1×) | Haindorf Inning                                              | PL, ME | 48° 10′ 31″ N, 15° 26′ 54″ O                             | WIH Windkraft                                              | |
| Windpark Hof am Leithaberge                                   | 2016                          | 15,0                  | 5    | Enercon E-115 (5×) | Hof am Leithaberge                                           | BL     | 47° 57′ 38″ N, 16° 33′ 27″ O                             | Energiepark                                                | |
| Windpark Höflein                                              | 2001 2005 2007 2011 2014      | 22,05                 | 12   | Enercon E-40/6.44 (2×) Enercon E-66/18.70 (1×) Enercon E-70 (2×) Vestas V90-2MW (6×) Enercon E-101 (1×)                                                         | Höflein                                                      | BL     | 48° 3′ 12″ N, 16° 46′ 23″ O                              | Ökoenergie                                                 | |
| Windpark Höflein-Ost                                          | 2014–2015 2021                | 39,1                  | 13   | Enercon E-101 (12×) Vensys 112/2500 (1×) | Höflein                                                      | BL     | 48° 4′ 18″ N, 16° 49′ 15″ O                              | Ökoenergie                                                 | Die Vensys 112/2500 dient zur Einspeisung ins ÖBB-Bahnstromnetz |
| Windpark Höflein-West                                         | 2018                          | 17,25                 | 5    | Vestas V126-3.45MW (5×) | Höflein                                                      | BL     | 48° 4′ 58,7″ N, 16° 45′ 47,2″ O                          | WEB Windenergie AG                                         | |
| Windpark Hollern                                              | 2004 2014                     | 54,6                  | 21   | Enercon E-66/20.70 (9×) Enercon E-101 (12×) | Hollern                                                      | BL     | 48° 5′ 31″ N, 16° 53′ 25″ O                              | Ökoenergie                                                 | |
| Windpark Japons                                               | 2005 2022                     | 14,6                  | 4    | Vestas V150-4.2MW (3×) Enercon E-70 (1×) | Sabatenreith                                                 | HO     | 48° 47′ 16″ N, 15° 31′ 21″ O                             | Kommunikationstechnik Schartner, EVN Naturkraft            | 2022 Repowering (3× Vestas V150-4.2MW statt 7× DeWind D8/80) |
| Windpark Kleinhain                                            | 2006                          | 10,0                  | 5    | Enercon E-70 (5×) | Kleinhain                                                    | PL     | 48° 15′ 22″ N, 15° 39′ 44″ O                             | EVN Naturkraft                                             | |
| Windpark Hoher Kölbling                                       | 2006                          | 12,0                  | 6    | Enercon E-70 (6×) | Zagging, Rottersdorf                                         | PL     | 48° 16′ 35″ N, 15° 39′ 42″ O                             | EVN Naturkraft                                             | |
| Windpark Kreuzstetten                                         | 2006 2009 2018                | 52,4                  | 22   | Vestas V90-2MW (13×) Senvion MM100 (2×) Senvion 3.2M114 (7×) | Kreuzstetten Hipples                                         | MI     | 48° 30′ 15″ N, 16° 27′ 6″ O                              | WKA Simonsfeld                                             | 2018 Repowering (2× Senvion MM100 statt 7× Vestas V47-660kW) |
| Windpark Ladendorf                                            | 2015                          | 18,3                  | 6    | Enercon E-101 (6×) | Ladendorf                                                    | MI     | 48° 30′ 59″ N, 16° 29′ 0″ O                              | IG Windkraft                                               | |
| Windpark Langmannersdorf                                      | 2004                          | 6,0                   | 3    | Vestas V80-2MW (3×) | Langmannersdorf                                              | PL     | 48° 17′ 5″ N, 15° 49′ 11″ O                              | WEB, Gertraude Pickl                                       | |
| Windpark Leitzersdorf                                         | 1999                          | 4,0                   | 4    | Bonus B1000/54 (4×) | Leitzersdorf                                                 | KO     | 48° 24′ 56″ N, 16° 13′ 40″ O                             | Zelos                                                      | |
| Windpark Marchfeld Mitte                                      | 2015                          | 42,7                  | 14   | Enercon E-101 (14×) | Leopoldsdorf im Marchfelde                                   | GF     | 48° 14′ 32″ N, 16° 40′ 40″ O 48° 14′ 5″ N, 16° 43′ 27″ O | IG Windkraft                                               | |
| Windpark Markgrafneusiedl-Nord                                | 2004 2021                     | 6,65                  | 3    | Enercon E-66/18.70 (2×) Enercon E-101 (1×) | Markgrafneusiedl                                             | GF     | 48° 16′ 58″ N, 16° 38′ 58″ O                             | EVN Naturkraft                                             | Erweiterung derzeit in Bau |
| Windpark Matzen-Klein Harras/Groß Schweinbarth                | 2014 2021 2022                | 39,2                  | 13   | Vestas V90-2MW (7×) Vestas V150-4.2MW (6×) | Klein-Harras Groß Schweinbarth                               | GF     | 48° 26′ 9″ N, 16° 39′ 4″ O                               | WEB                                                        | |
| Windpark Maustrenk                                            | 2005 2010                     | 14,0                  | 7    | Vestas V90-2MW (7×) | Zistersdorf, Maustrenk                                       | GF     | 48° 33′ 0″ N, 16° 42′ 21″ O                              | WEB                                                        | |
| Windpark Neusiedl a. d. Zaya                                  | 2002                          | 9,0                   | 7    | Enercon E-66/18.70 (5×) | Neusiedl an der Zaya, Hauskirchen                            | GF     | 48° 35′ 42″ N, 16° 45′ 30″ O                             | EVN Naturkraft                                             | |
| Windpark Obersiebenbrunn                                      | 2006 2019                     | 36,35                 | 16   | Enercon E-70 (13×) Vestas V112-3.45MW (3×) | Obersiebenbrunn                                              | GF     | 48° 17′ 10″ N, 16° 41′ 38″ O                             | Ökoenergie                                                 | |
| Windpark Oberstrahlbach                                       | 1997                          | 1,8                   | 3    | Vestas V44-600kW (3×) | Obersiebenbrunn                                              | ZT     | 48° 38′ 20″ N, 15° 7′ 22″ O                              | WEB                                                        | |
| Windpark Oberwagram                                           | 2007 2012 2024                | 8,5                   | 3    | Enercon E-70 (1×) Enercon E-70 E4 (1×) Enercon E-138 EP3 E2 (1×)                                                                                                | Oberwagram                                                   | P      | 48° 12′ 26″ N, 15° 40′ 13″ O                             | Ökowind                                                    | |
| Windpark Paasdorf-Lanzendorf                                  | 2016 2024                     | 72,0                  | 16   | Senvion 3.2M114 (8×) Vestas V136-4.2MW (1×) Vestas V150-6.0MW (6×) Vestas V162-6.2MW (1×)                                                                       | Paasdorf Lanzendorf                                          | MI     | 48° 31′ 52″ N, 16° 34′ 58″ O                             | EWS                                                        | |
| Windpark Palterndorf-Dobermannsdorf                           | 2023                          | 42,0                  | 7    | Vestas V162-6.0MW (7×) | Palterndorf Dobermannsdorf                                   | MI     | 48° 34′ 54″ N, 16° 47′ 6″ O                              | EVN                                                        | |
| Windpark Parbasdorf                                           | 1998                          | 1,8                   | 3    | Vestas V44-600kW (3×) | Parbasdorf                                                   | GF     | 48° 17′ 24″ N, 16° 34′ 46″ O                             | WEB                                                        | |
| Windpark Parbasdorf Süd                                       | 2016                          | 13,2                  | 4    | Vestas V112-3.3MW (4×) | Parbasdorf                                                   | GF     | 48° 15′ 51″ N, 16° 35′ 42″ O                             | WEB                                                        | |
| Windpark Petronell-Carnuntum/Scharndorf                       | 2004 2014 2018 2019 2021      | 86,4                  | 31   | Enercon E-66/20.70 (8×) Vestas V80-2MW (2×) Enercon E-101 (15×) Senvion 3.4M122 (2×) Vestas V117-3.45MW (2×) Vestas V126-3.45MW (1×) Enercon E-126 EP3 3.5 (1×) | Petronell-Carnuntum, Scharndorf                              | BL     | 48° 5′ 29,6″ N, 16° 50′ 5,9″ O                           | WEB, Raiffeisen                                            | 2018 Repowering (2× Senvion 3.4M122 und 2× Vestas V117-3.45MW statt 4× Vestas V80-2MW) Aufgrund der Senvion-Pleite konnten die restlichen beiden 3.4M122 nicht errichtet werden. Auf dem Turm wurden schließlich V117 montiert 2019 Errichtung der ersten Enercon E-126 EP3 auf MST-Turm |
| Windpark Pottenbrunn                                          | 1998 2000 2005                | 5,5                   | 8    | Enercon E-40/5.40 (7×) Vestas V80-2MW (1×) | Pottenbrunn                                                  | PL     | 48° 14′ 28″ N, 15° 43′ 19″ O                             | WEB                                                        | |
| Windpark Pottenbrunn Nord                                     | 2015                          | 12,8                  | 4    | Senvion 3.2M114 (4×) | Pottenbrunn                                                  | PL     | 48° 15′ 29″ N, 15° 43′ 45″ O                             | ImWind                                                     | |
| Windpark Pottendorf                                           | 2014–2015                     | 42,9                  | 15   | Enercon E-101 (12×) Enercon E-82 E2 (3×) | Pottendorf                                                   | BN     | 47° 55′ 55″ N, 16° 21′ 53″ O                             | Wien Energie                                               | |
| Windpark Poysdorf-Wilfersdorf                                 | 2005 2007 2013 2021           | 70,4                  | 26   | Vestas V90-2MW (14×) REpower 3.2M114 (8×) Vestas V150-4.2MW (4×)                                                                                                | Poysdorf, Wilfersdorf                                        | MI     | 48° 37′ 13″ N, 16° 37′ 4″ O                              | Windkraft Simonsfeld                                       | Erweiterung 2022 eröffnet |
| Windpark Prellenkirchen                                       | 2000 2002 2013–2014           | 16,15                 | 8    | Enercon E-66/18.70 (6×) Enercon E-82 E2 (1×) Enercon E-101 (1×)                                                                                                 | Prellenkirchen, Deutsch-Haslau                               | BL     | 48° 3′ 45″ N, 16° 55′ 51″ O                              | EVN Naturkraft, Anton Kittel Mühle Plaika, Solvento        | Repowering 2013–2014 (1× Enercon E-82 E2 und 1× Enercon E-101 statt 3× Bonus B1000/54) |
| Windpark Prellenkirchen-Ost                                   | 2003 2013–2014                | 64,4                  | 24   | Enercon E-66/18.70 (8×) Enercon E-101 (8×) Senvion 3.2M114 (8×)                                                                                                 | Prellenkirchen                                               | BL     | 48° 3′ 57″ N, 16° 59′ 21″ O                              | EVN Naturkraft, Renergie                                   | errichtet an der A6 |
| Windpark Prinzendorf                                          | 2003 2009 2020-2021           | 54,0                  | 16   | Vestas V90-2MW (6×) Vestas V136-4.2MW (10×) | Prinzendorf                                                  | GF     | 48° 34′ 32″ N, 16° 43′ 58″ O                             | Windkraft Simonsfeld                                       | 2020–2021 Repowering (10× Vestas V136-4.2MW statt 9× Vestas V80-2MW) |
| Windpark Prottes-Ollesdorf                                    | 2014 2024                     | 54,6                  | 15   | Enercon E-101 (12×) Vestas V162-6.0MW (3×) | Prottes Ollesdorf                                            | GF     | 48° 24′ 25″ N, 16° 45′ 21″ O                             | EVN                                                        | |
| Windpark Rannersdorf-Ginzersdorf-Erdberg                      | 2005 2016                     | 49,6                  | 17   | Vestas V90-2MW (4×) Senvion 3.2M114 (13×) | Rannersdorf (Zaya) Ginzersdorf Erdberg                       | MI     | 48° 37′ 20″ N, 16° 41′ 8″ O                              | Windkraft Simonsfeld                                       | errichtet beiderseits der A5 |
| Windpark Scharndorf                                           | 2003 2010 2013 2014 2019 2023 | 41,0                  | 15   | Vestas V80-2MW (5×) Vestas V112-3.0MW (2×) Vestas V126-3.3MW (1×) Enercon E-101 (6×) Senvion 3.4M122 (1×)                                                       | Scharndorf                                                   | BL     | 48° 5′ 40″ N, 16° 45′ 41″ O                              | Raiffeisen, PROFES                                         | 2018 Repowering (1×Senvion 3.4M122 statt 1× Vestas V80-2MW) |
| Windpark Schildberg                                           | 2022                          | 12,6                  | 3    | Enercon E-138 EP3 E2 (3×) | Böheimkirchen                                                | P      | 48° 12′ 33″ N, 15° 43′ 22″ O                             | EVN Naturkraft                                             | |
| Windpark Schrick-Höbersbrunn                                  | 2001 2005 2007 2016           | 19,5                  | 10   | Enercon E-40/6.44 (3×) Enercon E-66 18.70 (1×) Enercon E-70 (3×) Vestas V112-3.3MW (3×)                                                                         | Schrick, Höbersbrunn                                         | MI     | 48° 31′ 0″ N, 16° 35′ 31″ O                              | Ökoenergie                                                 | |
| Windpark Schrick-Kettlasbrunn                                 | 2006 2011 2016 2020 2021      | 99,7                  | 37   | Enercon E-70 (20×) Enercon E-82 E2 (7×) Senvion 3.2M114 (3×) Enercon E-138 EP3 E2 (4×) Nordex N163/5700 (3×)                                                    | Schrick, Kettlasbrunn                                        | MI     | 48° 32′ 30″ N, 16° 38′ 9″ O                              | EVN Naturkraft                                             | |
| Windpark Seibersdorf                                          | 2016                          | 21,0                  | 7    | Enercon E-115 (7×) | Seibersdorf                                                  | GF     | 47° 57′ 35″ N, 16° 29′ 33″ O                             | Energiepark                                                | |
| Windpark Seyring                                              | 1997 2000                     | 0,5                   | 3    | Vestas V47-660kW (1×) NEG Micon NM44/600 (1×) NEG Micon NM48/750 (1×)                                                                                           | Seyring                                                      | GF     | 48° 20′ 40″ N, 16° 29′ 0″ O                              | WEB                                                        | |
| Windpark Simonsfeld Nord                                      | 2016                          | 9,6                   | 3    | Senvion 3.2M114 (3×) | Simonsfeld                                                   | KO     | 48° 31′ 14″ N, 16° 19′ 14″ O                             | WK Simonsfeld                                              | |
| Windpark Sommerein                                            | 2018                          | 34,5                  | 10   | Vestas V112-3.45MW (6×) Vestas V126-3.45MW (4×) | Sommerein                                                    | BL     | 48° 0′ 8″ N, 16° 41′ 17″ O                               | EVN                                                        | |
| Windpark Hohenruppersdorf-Spannberg                           | 2005 2015 2017 2022           | 118,6                 | 26   | Vestas V90-2MW (3×) Vestas V112-3.3MW (4×) Vestas V126-3.3MW (10×) Vestas V150-4.2MW (4×) Vestas V162-6.2MW (8×)                                                | Spannberg, Hohenruppersdorf                                  | GF     | 48° 27′ 20″ N, 16° 41′ 53″ O                             | WEB                                                        | 2024 Repowering (8× Vestas V162-6.2MW statt 3× Vestas V80-2MW) |
| Windpark Stattersdorf                                         | 2004                          | 2,4                   | 4    | Enercon E-40/6.44 (4×) | Stattersdorf                                                 | P      | 48° 11′ 18″ N, 15° 39′ 28″ O                             | WEB                                                        | |
| Windpark Stockerau                                            | 2000                          | 2,4                   | 4    | Enercon E-40/6.44 (4×) | Stockerau                                                    | KO     | 48° 23′ 59″ N, 16° 11′ 26″ O                             | Weinviertler Energie GmbH & Co KG                          | |
| Windpark Tattendorf                                           | 2011                          | 16,0                  | 8    | Vestas V90-2MW (8×) | Tattendorf                                                   | BN     | 47° 56′ 40″ N, 16° 21′ 23″ O                             | EVN Naturkraft                                             | |
| Windpark Trautmannsdorf                                       | 2004 2013–2014                | 19,05                 | 9    | Vestas V80-2MW (8×) Enercon E-101 (1×) | Stixneusiedl                                                 | BL     | 48° 2′ 55″ N, 16° 41′ 30″ O                              | Raiffeisen                                                 | |
| Windpark Trumau                                               | 2022                          | 27,6                  | 8    | Vestas V117-3.45MW (8×) | Trumau                                                       | BN     | 47° 59′ 38″ N, 16° 23′ 0″ O                              | Wien Energie                                               | Windpark am 1. Juni 2023 eröffnet |
| Windpark Untersiebenbrunn                                     | 2021                          | 12,6                  | 3    | Enercon E-115 EP3 E3 (3×) | Untersiebenbrunn                                             | GF     | 48° 16′ 21″ N, 16° 46′ 15″ O                             | Ökoenergie                                                 | Windpark am 25.09.2022 eröffnet |
| Windpark Zistersdorf-Ost                                      | 2013–2014 2017 2018           | 63,45                 | 20   | Enercon E-101 (3×) Vestas V112-3.0MW (6×) Vestas V112-3.3MW (3×) Vestas V126-3.3MW (8×)                                                                         | Zistersdorf                                                  | GF     | 48° 30′ 20″ N, 16° 46′ 40″ O                             | RENERGIE                                                   | |